# Secteur Nord-Gare (Vannes)
Le Secteur Nord-Gare est la dénomination temporaire d'un secteur en réhabilitation situé dans la ville du Vannes et dans le quartier de la Gare. Son nom provisoire provient de la gare qui se trouve au sud du secteur.

## Géographie
Le quartier est situé au nord du centre-ville de Vannes. Il est délimité au sud par la voie ferrée qui dessert la gare de Vannes, par la RN 165 au nord. D'une superficie de 5.5 hectares, le secteur est situé en bordure de la rue de Strasbourg et s’étend jusqu’aux abords de l’école Brizeux.

## Histoire

### Projet de requalification
L’étude du projet de réhabilitation de ce quartier remonte à janvier 1997. Le projet de requalification urbaine du secteur nord de la gare fait partie des dispositions prévues par le plan d'urbanisme de Vannes approuvé en octobre 2005 par le conseil municipal de la ville. Le nouveau quartier vannetais d'une superficie de 5.5 ha abritera environ 800 logements dont 20 % de locaux sociaux ainsi que des commerces et 2 hectares d’espaces verts. Le but clairement afficher de ce renouvellement urbain est d'accueillir de nouvelles familles et de redynamiser un quartier abandonné depuis des années.
Les objectifs de la rénovation de ce quartier sont multiples : développer l’habitat pour accueillir de nouveaux résidents, l'implantation d’activités tertiaires et de proximité et la suppression des constructions les plus anciennes.
Descriptif du programme immobilier
Le programme immobilier se développe sur environ 52 000 m² de surface hors œuvre nette : 
- 40 000 m² réservés aux logements en accession libre

- 10 000 m² réservés aux logements locatifs sociaux
- 2 000 m² réservés aux locaux des commerces et services de proximité

Implantation du programme et reconfiguration
- Logements intermédiaires sur deux niveaux entre la rue de Strasbourg et la rue de l’EMIA
- Au nord du site, des immeubles en bordure des terrains de rugby du stade Jo Courtel
- A l’est, un retrait le long de la rue de Nomeny
- Recomposition et la requalification de la rue de Strasbourg au sud marquant l’accès au quartier
- Reconfiguration de la rue du 65e RI
- Réaménagement de la rue de Strasbourg entre le passage sous la RN 165 et l’avenue Wilson (création d’un carrefour giratoire avec voies)
- Réalisation d’un espace public central (espace vert de 2ha) et d’une voie principale de désenclavement entre les rues de Strasbourg et de Nomeny.

### Sources
- Vannes Mag, Revue municipale d'information, N° 40 - Janvier-février 2008 En ligne